# Aziliano
O Aziliano ou Aziliense  foi uma cultura do Epipaleolítico (fase inicial do Mesolítico), denominada assim devido ao sítio epônimo Le Mas d'Azil, nos Pireneus franceses. 
Este termo foi criado por Édouard Piette em 1889 para designar um grupo cultural estendido pela zona Pirenaica da atual França até a Cantábria e as Astúrias. Na região cantábrica, o local coincidiu com o território no qual se desenvolveu o Magdaleniano.
A sua origem foi no Magdaleniano Superior, pois há uma continuação com o material lítico e ósseo, embora a sua indústria óssea fosse mais pobre. Os azilianos ocuparam cavernas, geralmente situadas a escassa altitude sobre o nível do mar.
Caracteriza-se pela existência de menos buris e raspadores. Surgem as chamadas Pontas Azilienses. Arpões aplanados com fuste em forma de fuso, com um orifício alongado na sua base e os dentes não sobressaem do fuste mas estão dentro do fuso (ao contrário dos arpões magdalenianos, que além de serem alongados ou de menos de seção circular, os seus dentes sobressaem muito do fuste. São frequentes as lamelas de dorso. Há uma redução na quantidade de indústria óssea, possivelmente em favor das ferramentas em madeira. Aparecem novas armas como o arco e a flecha.
Corresponde com o final do Glaciação Würm, com o aumento da temperatura e da umidade, com o que ocorre o progressivo retraimento dos gelos para zonas mais setentrionais. Isto fez que espécies como a rena emigrassem para zonas mais frias. As florestas colonizaram os territórios liberados pelo gelo. O nível do mar subiu e alagou amplas zonas costeiras, com o que aquelas gentes devem abandonar alguns dos seus locais de habitação. Apareceram lagos, estreitos (Sicília separou-se da península Itálica) e até mesmo o mar Báltico, que a princípio foi um imenso lago. Tudo isto implicou uma mudança nas formas de vida dessas gentes que provocou a emigração seguindo as renas para norte. Foi um período de mudança que pode responder à incógnita do desaparecimento da arte parietal.
Continuou o esquema econômico caçador-coletor. Houve uma diversificação da dieta, com incorporações de animais como o javali ou a corça, animais de floresta temperada. Também se intensificou a exploração de recursos aquáticos.
Decaíram as manifestações artísticas, a arte rupestre desapareceu e a arte móvel restringiu-se a manifestações abstratas. 

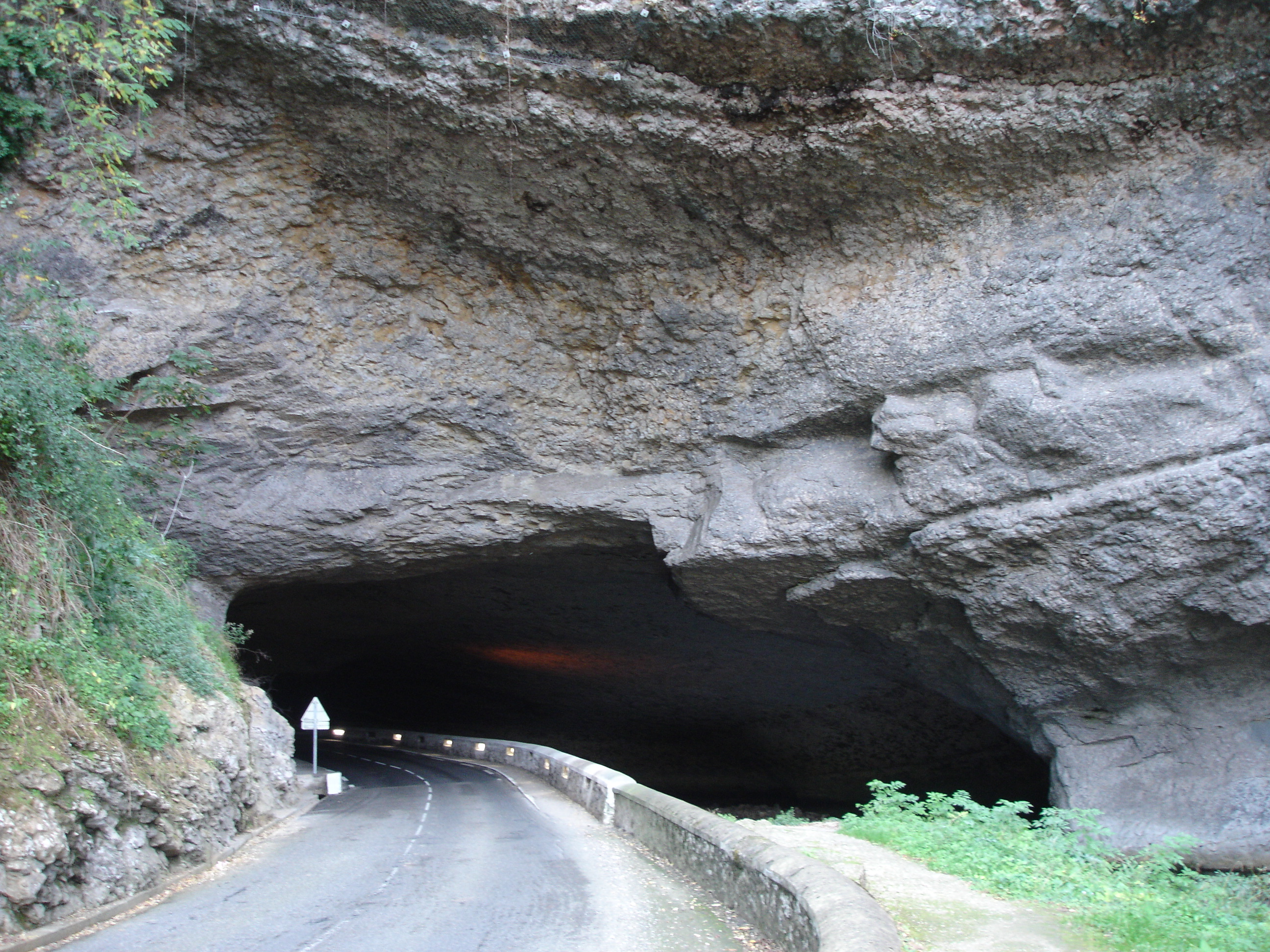
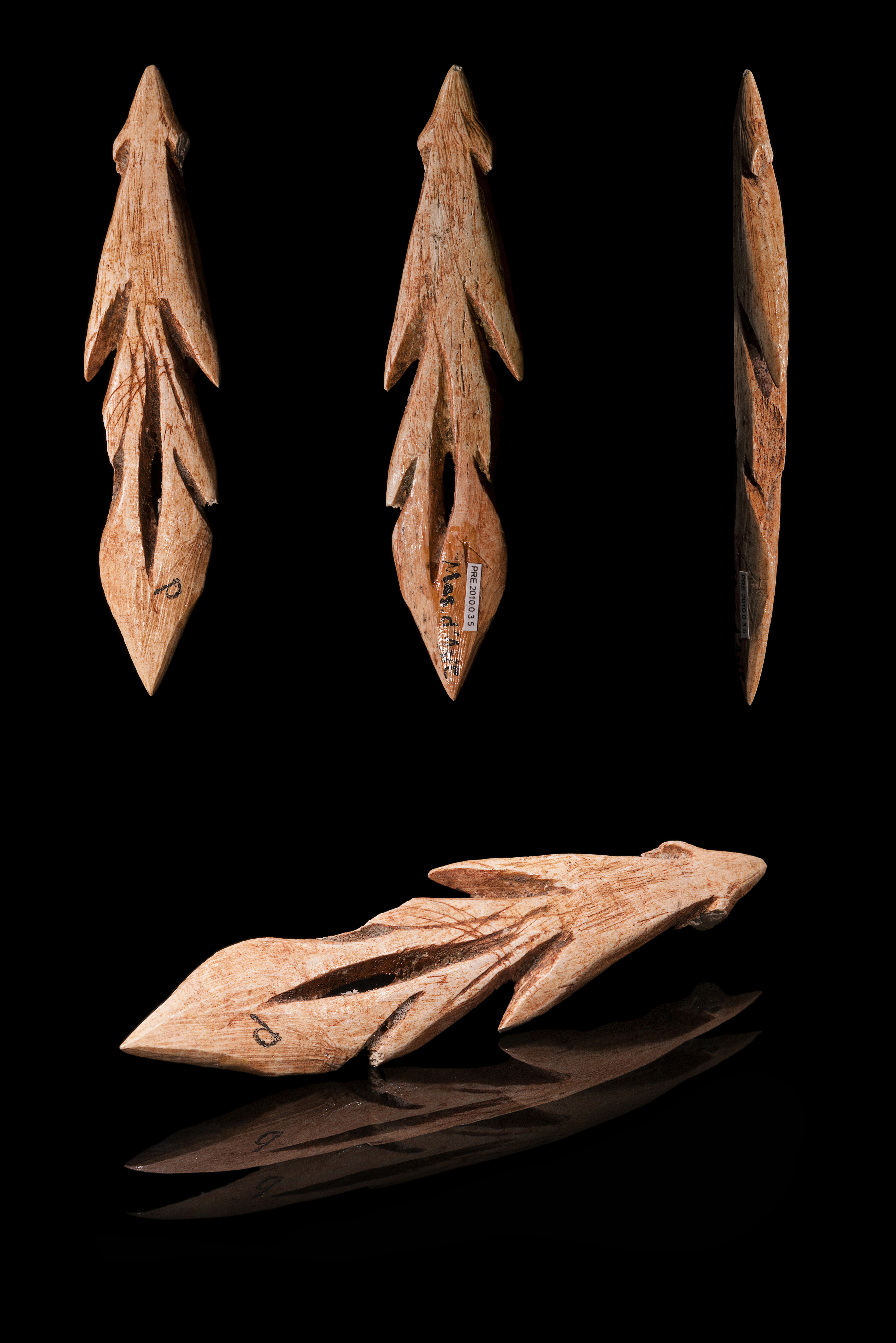
arpão aziliense
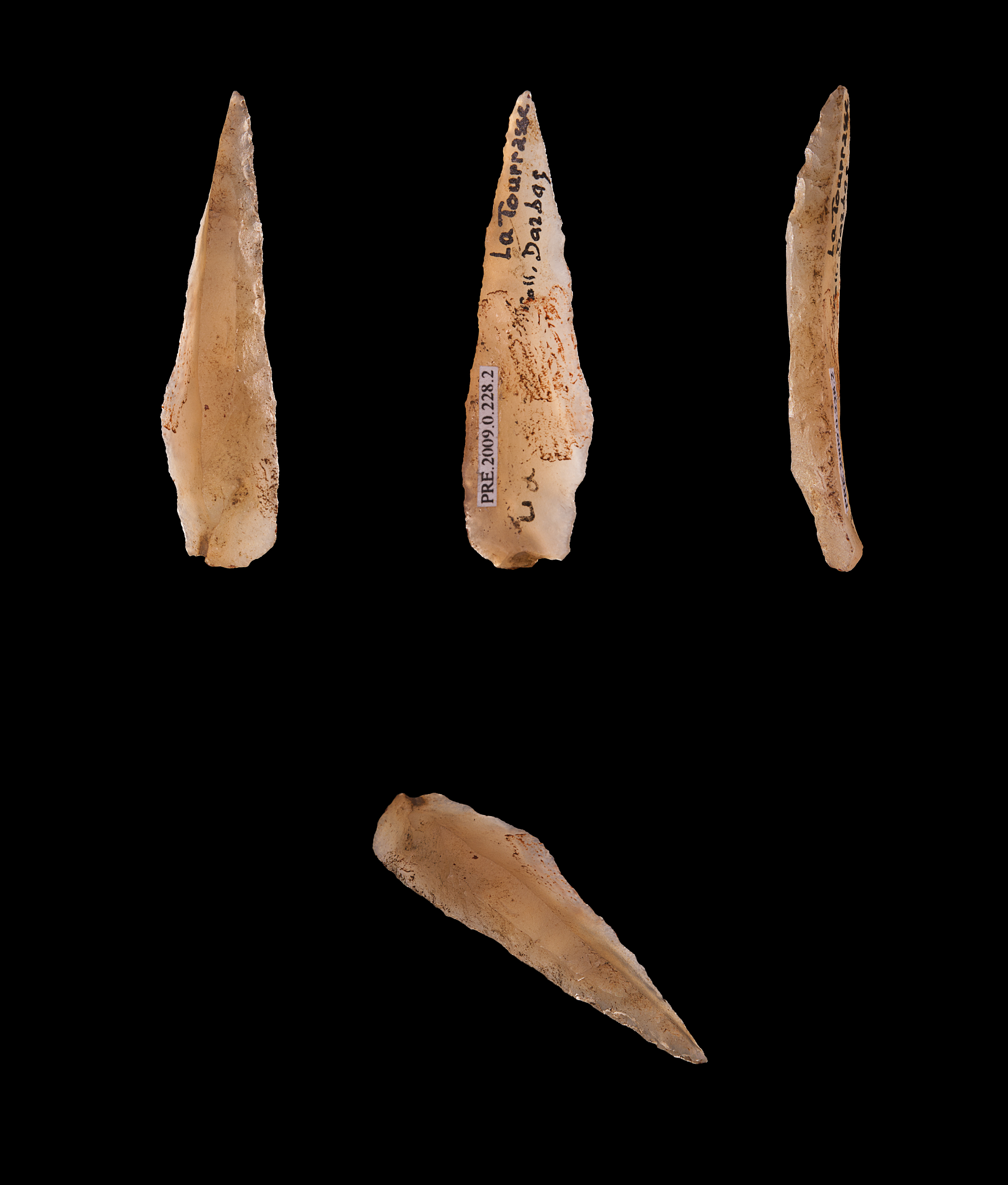
Avançada aziliense
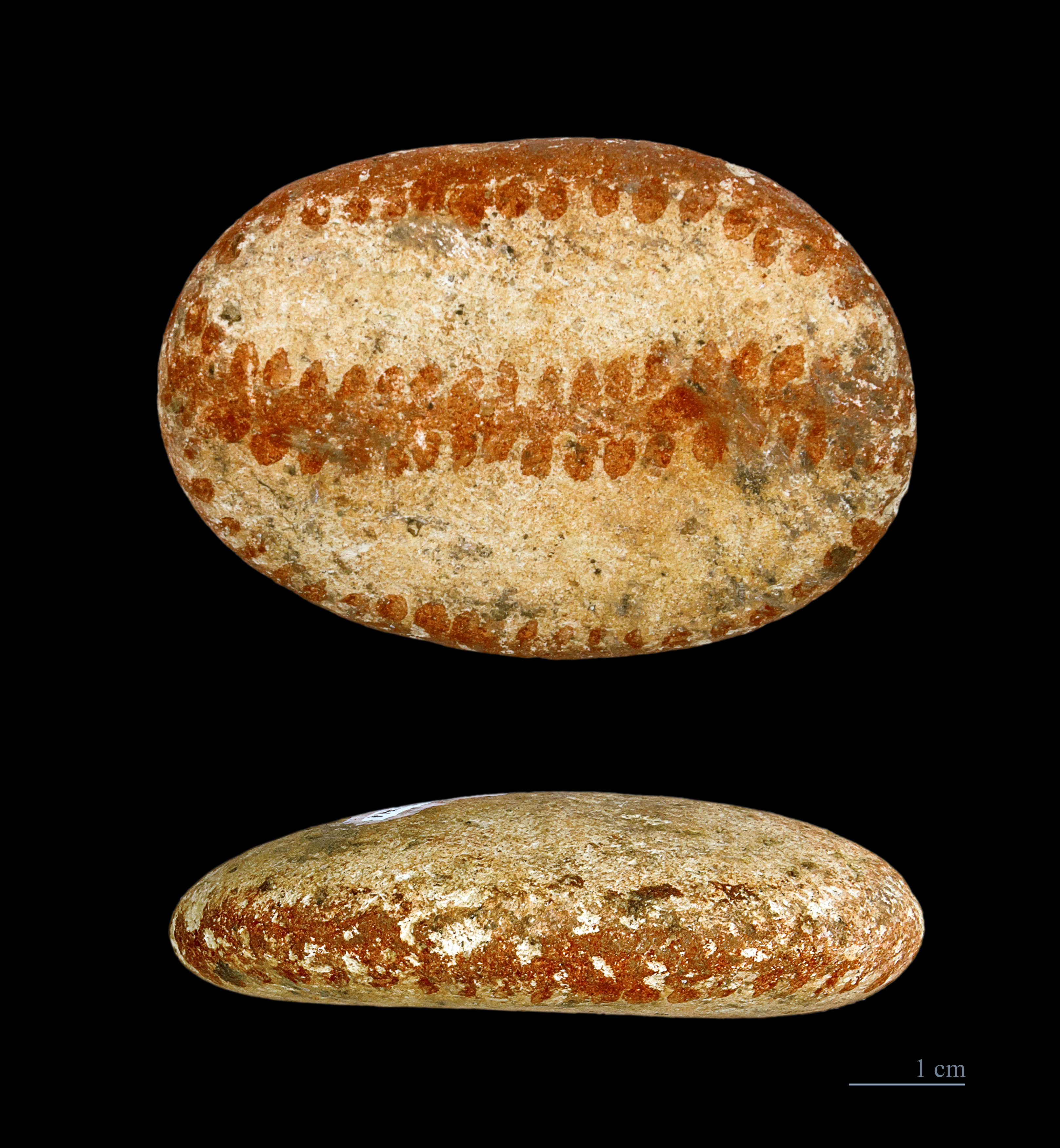

## Veasé também
- Magdaleniano
- Epipaleolítico
- Mesolítico

| Predecessor: Magdaleniano | Culturas da Europa Ocidental Mesolítico Décimo milênio a.C. —Oitavo milênio a.C. | Sucessor: Sauveterrense |